# Wilkens (geslacht)
Wilkens (ook: Poulie Wilkens) is een uit Nordhorn afkomstig geslacht dat na vestiging in de Noordelijke Nederlanden enige lokale en provinciale bestuurders leverde maar vooral actief was in de houthandel.

## Geschiedenis
De stamreeks begint met Herman Geerts die zich in Veendam vestigde en daar in 1694 overleed. Aanvankelijk was nageslacht landbouwer tot begin 19e eeuw het in de houthandel stapte, familiefirma's op dat gebied oprichtte en tot eind 20e eeuw zich met die handel bezighield; de familie richtte ook aardappelmeel- en stroopfabrieken op. Andere telgen werden actief in de rechterlijke macht of als bankier. Enkelen traden op als lokaal of provinciaal bestuurder. Eind 20e eeuw vestigden zich telgen in Frankrijk.
Het archief van de familiefirma  K. & J. Wilkens (1809-1990) bevindt zich in de Groninger archieven, het familiearchief in particulier bezit.
Het geslacht werd in 1920 en 2020 opgenomen in het genealogische naslagwerk Nederland's Patriciaat.

## Enkele telgen
Frans Jansz Wilkens (1765-1852), landbouwer, houthandelaar, lid gemeenteraad van Veendam
- Klaas Wilkens (1792-1861), houthandelaar, medeoprichter in 1823 van de firma K. & J. Wilkens die tot eind 20e eeuw geleid werd door nakomelingen
  - Jan Wilkens (1832-1898), onder andere houthandelaar en lid gemeenteraad van Veendam
    - Mr. Nicolaas Frank Wilkens (1861-1919), advocaat en procureur, bankdirecteur, lid gemeenteraad en wethouder van Veendam
      - Mr. Johan Wilkens (1897-1968), onder andere bankdirecteur, lid van Provinciale Staten van Zuid-Holland

    - Volkert Jan Arnold Willem Wilkens (1865-1941), onder andere houthandelaar en bankier; trouwde in 1892 met Gerharda Carolina Frederica Poulie (1869-1949)
      - Bernard Anton Poulie Wilkens (1896-1976), onder andere houthandelaar, verkreeg in 1898 naamswijziging tot Poulie Wilkens, stamvader van de tak met die dubbele naam

  - Frans Wilkens (1838-1915), onder andere scheepsbouwer
    - Ubbo Wilkens (1865-1921), handelaar, lid gemeenteraad, wethouder en burgemeester van Veendam, lid en plaatsvervangend voorzitter van Provinciale Staten van Groningen, lid van Gedeputeerde Staten van Groningen
    - Jan Arnold Wilkens (1867-1930), notaris, lid gemeenteraad van Haarlem